# Charles de Meester
Charles-Louis de Meester (1800 - 1855) était un homme politique belge.
- Membre du conseil communal de Saint-Nicolas (1837-1839)
- Échevin de Saint-Nicolas (1840)
- Membre du conseil communal de Saint-Nicolas (1841)
- Membre de la Chambre des représentants de Belgique par arrondissement de Saint-Nicolas (1843-1852)
- Bourgmestre de Saint-Nicolas (1854-1855)

## Source
- Jean Van Raemdonck, Notice historique des établissements de bienfaisance de la ville de St. Nicolas, Volume 1, 1865

- Ressource relative à plusieurs domaines :   - ODIS